# Alois Kotyza

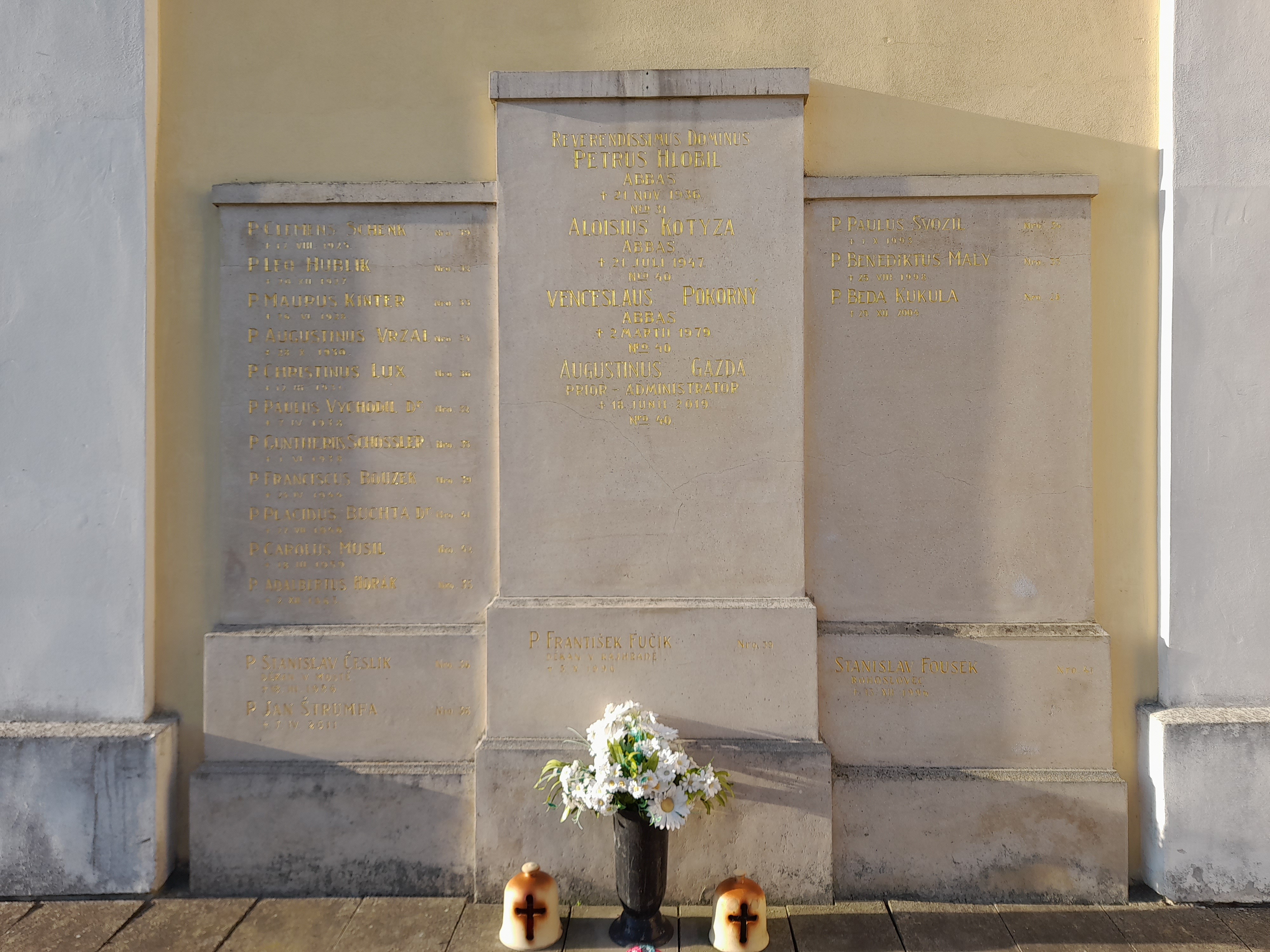
Hrob Aloise Kotyzy v Rajhradě

Alois Josef Kotyza, pokřtěný jako Josef (27. února 1869, Drysice – 21. července 1947) byl sedmý opat benediktinského kláštera v Rajhradě v letech 1937–1947.

## Život
Narodil se v Drysicích jako druhý z jedenácti dětí. V matrice je zapsán jako Josef. Jeho otec Pavel Kotyza byl rolník, čtvrtláník. Studoval a maturoval v arcibiskupském semináři v Kroměříži. Členem rajhradského opatství se stal v roce 1889 a slavnými sliby roku 1892. Na kněze byl vysvěcen v Brně, 30. července 1893. Poté působil na faře v Domašově v rosickém děkanství. Záhy se stal děkanem. Ještě jako kněz přispíval do časopisů a věnoval se překladatelství. V roce 1936 byl zvolen rajhradským opatem a benedikován 9. května 1937. Byl sedmým benediktinským opatem rajhradským. Mons. Kotyza často cestoval po vlasti i cizině: navštívil Polsko, Francii, několikrát Itálii, byl ve Španělsku, v Německu, Švédsku, v Maďarsku, v Jugoslávii, ve Svaté zemi a v Číně. Kotyza vedl klášter během druhé světové války, kdy hospodářská situace byla velmi špatná. Zahynul při tragické autonehodě v roce 1947. Byl pohřben 24. července 1947 v Rajhradě. Téhož roku byl jeho nástupcem zvolen dlouholetý klášterní archivář Václav Jan Pokorný.